# Union nationale de l'espérance
 (septembre 2020).
Si vous disposez d'ouvrages ou d'articles de référence ou si vous connaissez des sites web de qualité traitant du thème abordé ici, merci de compléter l'article en donnant les références utiles à sa vérifiabilité et en les liant à la section « Notes et références ».
L'Union nationale de l'espérance (en espagnol : Unidad Nacional de la Esperanza, abrégé en UNE) est un parti politique guatémaltèque, historiquement classé au centre gauche et aujourd'hui au centre droit de l'échiquier politique.

## Historique

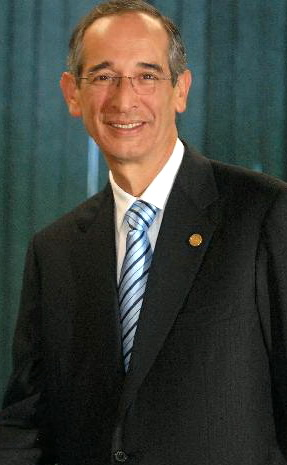
Álvaro Colom, figure de l'UNE et président de la république du Guatemala de 2008 à 2012.

À sa création en 2002, l'Union nationale de l'espérance est un parti de gauche se réclamant de la social-démocratie et du christianisme social.
Pour l'élection présidentielle de 2007, l'UNE soutient la candidature d'Álvaro Colom, battu au second tour de la précédente élection présidentielle. Álvaro Colom est finalement élu président de la République, tandis que José Rafael Espada devient vice-président.
En 2015 et 2019, Sandra Torres, ancienne épouse d'Álvaro Colom, se présente sans succès à la présidence du pays avec le soutien de l'UNE. Elle oriente progressivement le parti au centre. Elle est à nouveau candidate en 2023.

## Affiliation
Cette formation est membre de l'Internationale socialiste et membre associé de la COPPPAL.